# Jonathan Zebina
Jonathan Zebina (París, Francia, 19 de julio de 1978), exfutbolista francés. Retirado en el 2014 y su último club fue el FC Toulouse. 

## Trayectoria
La carrera profesional de Zebina comienza el 8 de marzo de 1997, cuando debuta con el Cannes ante el Metz (ambos equipos franceses) en el campeonato nacional (Ligue 1).
Al año siguiente el crecimiento futbolístico de Zebina es evidente y su presencia en el once titular del Cannes se hace más regular. La siguiente temporada es fichado por el Cagliari italiano y juega allí durante 2 temporadas, con un total de 48 partidos jugados.
Del Cagliari da el salto a otro equipo del Calcio, recalando en la Roma de Fabio Capello que gana el scudetto 2000-2001 y la supercopa italiana del 2001. Desde 2001 al 2004 Zebina disputa 66 partidos en la Serie A, 10 en la Copa de la UEFA y 18 en Champions League.
La temporada 2004-2005 ficha por la Juventus de Turín donde consigue ganar 2 scudettos consecutivos (aunque la justicia deportiva revocó estos títulos por el escándalo de las manipulaciones en el fútbol italiano).
El 31/08/2010 ficha por el Brescia Calcio tras 5 años de altibajos en la Juventus ahora es jugador del FC Toulouse.

## Selección nacional
Ha sido internacional con la Selección de fútbol de Francia. Debutó en la selección el 9 de febrero de 2005 en el empate 1-1 contra la Selección de fútbol de Suecia.

## Clubes
| Club            | País    | Año         |
| --------------- | ------- | ----------- |
| AS Cannes       | Francia | 1996 - 1998 |
| Cagliari Calcio | Italia  | 1998 - 2000 |
| AS Roma         | Italia  | 2000 - 2004 |
| Juventus FC     | Italia  | 2004 - 2010 |
| Brescia Calcio  | Italia  | 2010 - 2011 |
| Stade Brest     | Francia | 2011 - 2012 |
| FC Toulouse     | Francia | 2012 - 2015 |

## Palmarés

### Campeonatos nacionales
| Título              | Club        | País   | Año         |
| ------------------- | ----------- | ------ | ----------- |
| Serie A             | AS Roma     | Italia | 2000 - 2001 |
| Supercopa de Italia | AS Roma     | Italia | 2001        |
| Serie B             | Juventus FC | Italia | 2006 - 2007 |

Con la Juventus también ganó las ligas italianas de 2004-05 y 2005-06, pero el primero de ellos quedó desierto, y el segundo se otorgó al Inter de Milán, tras el juicio por manipulación de partidos en Italia.